# Stelian Baboi
Stelian Baboi (n. 12 septembrie 1938, Mânzați, județul Vaslui – d. 1 iunie 2004, Iași, județul Iași) a fost un profesor universitar și scriitor român, membru al Uniunii Scriitorilor. Absolvent al Facultății de Filosofie a Universității Alexandru Ioan Cuza din Iași, promoția 1962, Stelian Baboi debutează în 1956 cu două grupaje de schițe publicate în Iașul literar și Tribuna, debutul editorial înregistrându-se în 1967 cu volumul de proză În bătaia soarelui.

## Activitate
- Profesor la Liceul Electromotor din Timișoara;
- metodist la Casa tineretului din Iași;
- redactor la Flacăra Iașului;
- director la Casa de creație din Iași;
- profesor la Liceul Dumitru Mangeron din Iasi;
- lector universitar la Institutul Agronomic Iași;
- conferentiar dr. la Universitatea Mihai Eminescu și Mihail Kogălniceanu din Iași.

Colaborează la revistele: Tribuna, Iașul literar, Cronica, Ateneu, Luceafarul, Viața studențească, Convorbiri literare etc.

## Opera literară
- Prima iubre, Editura Junimea, Iași, 1977;
- Convorbire tîrzie, Editura Junimea, Iași, 1991;
- Visul, dramă în două părți, jucată pe scena Teatrului Național Vasile Alecsandri din Iași, 1969;
- Priveghiul profeților, roman epopeic, Editura Junimea, Iași, 2001;
- Cutremurătoarele adevăruri despre om și lume, eseu, Editura Academiei, Iași, 2001.

## Premii
- Premiul pentru proză al revistei Iașul literar (1964);
- Premiul pentru proză al revistei Convorbiri literare (2001)
- Premiul Vasile Pogor al Primăriei Municipiului Iași pentru întreaga activitate culturală și literară (2001).